# Bernardines-Réparatrices
La congrégation des Bernardines-Réparatrices est un institut religieux monastique féminin d’inspiration cistercienne, fondé en 1934 par Dom Albert-Marie van der Cruyssen, abbé d'Orval. En 1975 la congrégation, et son abbaye Notre-Dame de Brialmont, est intégrée à l’Ordre des cisterciens trappistes.

## Fondation
À l’initiative de l’abbé d’Orval Albert-Marie van der Cruyssen un groupe de jeunes filles du diocèse de Namur se réunit pour une démarche de prière, de pénitence et d'actes de réparation pour les offenses commises à l’encontre de Jésus-Christ, répondant ainsi à la demande faite par Pie XI dans son encyclique ‘Miserentissimus Redemptor (1928). Elles forment une ‘union pieuse’ dont les statuts sont approuvés en 1931 par l’évêque de Namur, Mgr Heylen. Le 30 janvier 1934 cinq jeunes filles s’installent en communauté religieuse au prieuré Notre-Dame-de-Saint-Bernard de Francese construit sur le site de l’ancien château féodal de la vieille seigneurie de Sorée, qui devient ‘de facto’ le premier prieuré de la congrégation naissante. Elles forment la ‘Congrégation des Bernardines Réparatrices’, officiellement reconnue, le 16 juillet, par l’évêque de Namur. D’autres se joignent au groupe et la même année un second prieuré est ouvert à Saint-Gérard, dans le même diocèse de Namur.

## Reconnaissance
Le 16 juin 1936 les constitutions de la congrégation sont approuvées et le groupe devient un institut religieux de droit diocésain relevant du diocèse de Namur. Quatre religieuses prononcent leurs vœux de religion. L'orientation monastique est cistercienne. À leur demande, les sœurs sont autorisées en 1939 à utiliser les missel, office divin et calendrier cistercien. Leurs constitutions, nettement cisterciennes, étant définitivement approuvées le 29 décembre 1940, les Bernardines-Réparatrices adoptent le coutumier de l’ordre de Cîteaux. Un mois plus tard, le 2 février 1941 sept moniales bernardines prononcent leurs vœux perpétuels dans la nouvelle congrégation. La mère Julienne Angenot en est la première prieure. En 1961 la communauté de Sorée déménage pour s’installer à Brialmont, à Tilff près de Liège dans une propriété offerte à la communauté en 1956 par une des sœurs, née baronne Monique d'Otreppe de Bouvette en 1912, fille de Gustave et de Marie de Mélotte de Lavaux .

## Intégration cistercienne
Quatorze ans plus tard la congrégation demande son intégration complète à l’Ordre cistercien ce qui est accepté unanimement au chapitre général de 1975, et ratifié par la Congrégation des Religieux. La décision est suivie, cinq mois plus tard (24 février 1976), par la nouvelle profession solennelle des 30 religieuses Bernardines-Réparatrices, en présence de l’évêque de Liège, du père abbé général des Trappistes et du père abbé d’Orval Étienne Gillard. La même année, elles sont rejointes par les réligieuses de Saint-Gérard dont le monastère est revendu. L'église abbatiale est dédicacée le 21 mars 1981 et le pape Jean-Paul II la visite en 1985. L’évêque de Liège, Mgr van Zuylen, lui accorde le titre d’abbaye.
Ses ressources actuelles résident surtout dans l'exploitation de son hôtellerie qui accueille des retraîtes spirituelles, alimentée par les produits de la ferme.

## Liste des Supérieures
- Julienne Angenot, première prieure en 1941
- Alix Streiche, abbesse du 26/01/1959 au 04/10/1986
- Colette Grévisse, abbesse du 27/10/1986 au 08/05/2006
- Marie-Pascale Dran, supérieure du 21/05/2006 au 26/10/2007 puis abbesse à partir de cette date[2].